# タナー・バンクス
タナー・ピアース・バンクス（Tanner Pierce Banks, 1991年10月24日 - ）は、 アメリカ合衆国ユタ州ソルトレイク郡リバートン出身のプロ野球選手（投手）。左投右打。MLBのフィラデルフィア・フィリーズ所属。

## 経歴

### プロ入りとホワイトソックス時代
2014年のMLBドラフト18巡目（全体528位）でシカゴ・ホワイトソックスから指名され、プロ入り。契約後、傘下のルーキー級オーガスタ・グリーンジャケッツでプロデビュー。A級カナポリス・インティミディターズでもプレーし、2チーム合計で15試合に登板して1勝1敗3セーブ、防御率1.48、33奪三振を記録した。
2015年はパイオニアリーグのルーキー級グレートフォールズ・ボイジャーズとA級カナポリスでプレーし、2チーム合計で22試合（先発17試合）に登板して5勝5敗1セーブ、防御率2.71、43奪三振を記録した。
2016年はA級カナポリスとA+級ウィンストン＝セイラム・ダッシュでプレーし、2チーム合計で27試合に先発登板して12勝7敗、防御率3.50、116奪三振を記録した。
2017年はA+級ウィンストン＝セイラムとAA級バーミングハム・バロンズでプレーし、2チーム合計で26試合（先発25試合）に登板して10勝11敗、防御率4.28、113奪三振を記録した。
2018年もA+級ウィンストン＝セイラムとAA級バーミングハムでプレーし、2チーム合計で23試合に先発登板して12勝7敗、防御率2.59、100奪三振を記録した。オフにはアリゾナ・フォールリーグに参加し、グレンデール・デザートドッグスに所属した。
2019年はAA級バーミングハムとAAA級シャーロット・ナイツでプレーし、2チーム合計で30試合（先発21試合）に登板して6勝7敗1セーブ、防御率4.19、88奪三振を記録した。
2020年はCOVID-19の影響でマイナーリーグの試合が開催されなかったため、公式戦の登板は無かった。
2021年はAAA級シャーロットでプレーし、25試合（先発5試合）に登板して3勝3敗、防御率4.53、70奪三振を記録した。
2022年4月7日にメジャー契約を結んで開幕ロースター入りし、10日のデトロイト・タイガース戦でメジャーデビュー。この年は35試合に登板して2勝0敗、防御率3.06、49奪三振を記録した。
2023年は32試合（先発3試合）に登板して1勝4敗1セーブ、防御率4.43、51奪三振を記録した。

### フィリーズ時代
2024年7月30日にウィリアム・ベルゴラとのトレードでフィラデルフィア・フィリーズに移籍した。

## 選手としての特徴
フォーシームとスライダーを軸に、カーブ、シンカー、右打者にはチェンジアップも交える。

## 詳細情報

### 年度別投手成績
| 年 度    | 球 団    | 登 板 | 先 発 | 完 投 | 完 封 | 無 四 球 | 勝 利 | 敗 戦 | セ 丨 ブ | ホ 丨 ル ド | 勝 率 | 打 者 | 投 球 回 | 被 安 打 | 被 本 塁 打 | 与 四 球 | 敬 遠 | 与 死 球 | 奪 三 振 | 暴 投 | ボ 丨 ク | 失 点 | 自 責 点 | 防 御 率 | W H I P |
| -------- | -------- | ----- | ----- | ----- | ----- | -------- | ----- | ----- | -------- | ----------- | ----- | ----- | -------- | -------- | ----------- | -------- | ----- | -------- | -------- | ----- | -------- | ----- | -------- | -------- | ------- |
| 2022     | CWS      | 35    | 0     | 0     | 0     | 0        | 2     | 0     | 0        | 1           | 1.000 | 217   | 53.0     | 42       | 5           | 18       | 0     | 1        | 49       | 2     | 0        | 25    | 18       | 3.06     | 1.13    |
| 2023     | CWS      | 32    | 3     | 0     | 0     | 0        | 1     | 4     | 1        | 1           | .250  | 255   | 61.0     | 59       | 10          | 16       | 1     | 4        | 51       | 1     | 0        | 32    | 30       | 4.43     | 1.23    |
| MLB：2年 | MLB：2年 | 67    | 3     | 0     | 0     | 0        | 3     | 4     | 1        | 2           | .429  | 472   | 114.0    | 101      | 15          | 34       | 1     | 5        | 100      | 3     | 0        | 57    | 48       | 3.79     | 1.18    |

- 2023年度シーズン終了時

### 年度別守備成績
| 年 度 | 球 団 | 投手（P） | 投手（P） | 投手（P） | 投手（P） | 投手（P） | 投手（P） |
| 年 度 | 球 団 | 試 合     | 刺 殺     | 補 殺     | 失 策     | 併 殺     | 守 備 率  |
| ----- | ----- | --------- | --------- | --------- | --------- | --------- | --------- |
| 2022  | CWS   | 35        | 2         | 5         | 0         | 0         | 1.000     |
| 2023  | CWS   | 32        | 6         | 3         | 0         | 0         | 1.000     |
| MLB   | MLB   | 67        | 8         | 8         | 0         | 0         | 1.000     |

- 2023年度シーズン終了時

### 背番号
- 57（2022年 - 2024年途中）
- 58（2024年途中 - ）